# Ari Gröndahl
Ari Gröndahl, född 11 augusti 1989 i Helsingfors, är en finländsk professionell ishockeyspelare. Gröndahl har tidigare spelat för bland annat Esbo Blues och Vasa Sport. Från säsongen 2017/2018 spelar Gröndahl för Örebro HK i SHL.

## Klubbar
- Esbo Blues (2008/2009–2010/2011)
- Kiekko-Vantaa (2008/2009–2009/2010) (lån)
- Kookoo (2008/2009–2010/2011) (lån)
- Vasa Sport (2011/2012–2017/2018)
- Örebro HK (2011/2012–2017/2018)